# Uwe Meiners
Uwe Meiners (* 26. September 1952 in Westerstede) ist ein deutscher Volkskundler.
Im Jahre 1980 wurde er an der Universität Münster promoviert. Von 1996 bis 2018 war er Direktor des Museumsdorfes Cloppenburg – Niedersächsisches Freilichtmuseum. Er ist Herausgeber zahlreicher Schriften zu volkskundlichen Themen und Mitherausgeber der Zeitschrift für Agrargeschichte und Agrarsoziologie (ZAA), einer Fachzeitschrift, in der historische und soziologische Beiträge zur Erforschung der Landwirtschaft veröffentlicht werden. 
Seit dem 15. November 2019 ist er der Präsident der Oldenburgischen Landschaft und wurde auf der 81. Landschaftsversammlung als solcher einstimmig gewählt. Die Oldenburgische Landschaft ist ein Verband, der die Kultur des Oldenburger Landes fördert und an seine Geschichte erinnert. 

## Schriften (Auswahl)
- mit Ruth-E. Mohrmann und Klaus Roth: Inventare als Quellen im Projekt Diffusion städtisch-bürgerlicher Kultur vom 17. bis zum 20. Jahrhundert. In: Ad van der Woude, Anton Schuurman (Hrsg.): Probate Inventories. Utrecht 1980, S. 97–114.
- Die Kornfege in Mitteleuropa. Wort- und sachkundliche Studien zur Geschichte einer frühen landwirtschaftlichen Maschine. Coppenrath, Münster 1983, ISBN 3-88547-216-3 (Volltext als PDF)
- als Hrsg.: Korsetts und Nylonstrümpfe. Frauenunterwäsche als Spiegel von Mode und Gesellschaft zwischen 1890 und 1960. Begleitheft zur gleichnamigen Ausstellung im Schlossmuseum Jever vom 1. Juli 1994 bis 15. Januar 1995 (= Schlossmuseum Jever: Kataloge und Schriften des Schlossmuseums Jever, 10). Isensee, Oldenburg 1994, ISBN 3-89442-208-4.
- mit Carola Lipp, Waldemar Röhrbein, Ira Spieker (Hrsg.): Volkskunde in Niedersachsen. Referate der Tagung vom 28. Februar bis 2. März 2001 im Museumsdorf Cloppenburg – Niedersächsisches Freilichtmuseum
- als Hrsg. mit Jan Carstensen und Ruth-E. Mohrmann: Living History im Museum. Waxmann Verlag, 2008, ISBN 3-8309-2029-6.
- Hein Bredendiek [Hrsg.], Schloßmuseum Jever [Red.: Uwe Meiners]: Frieslandschaften. Ölbilder, Aquarelle, Zeichnungen. Kataloge und Schriften des Schloßmuseums Jever, Nr. 4, Verlag Mettcker & Söhne, Jever 1991.
- als Hrsg. mit Nils-Arvid Bringéus: Wandel der Volkskultur in Europa. Festschrift für Günter Wiegelmann zum 60. Geburtstag (= Beiträge zur Volkskultur in Nordwestdeutschland. Bd. 60, 1). Band 1. Coppenrath, Münster 1988, ISBN 3-88547-309-7, S. 219–231 (Auch Sonderabdruck).
- als Hrsg.: Georg von der Vring, 1889–1968. Jever 1989